# Londyn (zespół muzyczny)
Londyn – zespół rockowy pochodzący z Lublina, powstały w 2001 roku.
Jego utwory umieszczają na swoich playlistach m.in. Trójka, Jedynka, Radio dla Ciebie, Radio Gdańsk. 
Utwór Time is like an ocean znalazł się na płycie Minimax pl 4 Programu III Polskiego Radia.
W 2008 roku zespół nagrał w Studiu Lublin Polskiego Radia singiel pt. Chciałbym być.
Dwa lata później wytwórnia Electrum Production wydała debiutancki album Coraz Dalej Dom zawierający dziesięć piosenek.

## Osiągnięcia
- 2008 – nagrody Eko Union Of Rock w Węgorzewie; kategorie: autor tekstów, gitarzysta, gitarzysta basowy
- 2009 – II nagroda Festiwalu „Wielki Ogień” im. M. Kubasińskiej w Ostrowcu Świętokrzyskim

## Skład zespołu
- Paweł Błędowski – gitara, instrumenty klawiszowe, śpiew
- Konrad Lisicki – gitara basowa
- Daniel Chyżewski – perkusja, trąbka